# Inszallah
Inszallah – oparta na faktach powieść autorstwa Oriany Fallaci z 1990 (materiały przygotowywała autorka przez sześć lat).

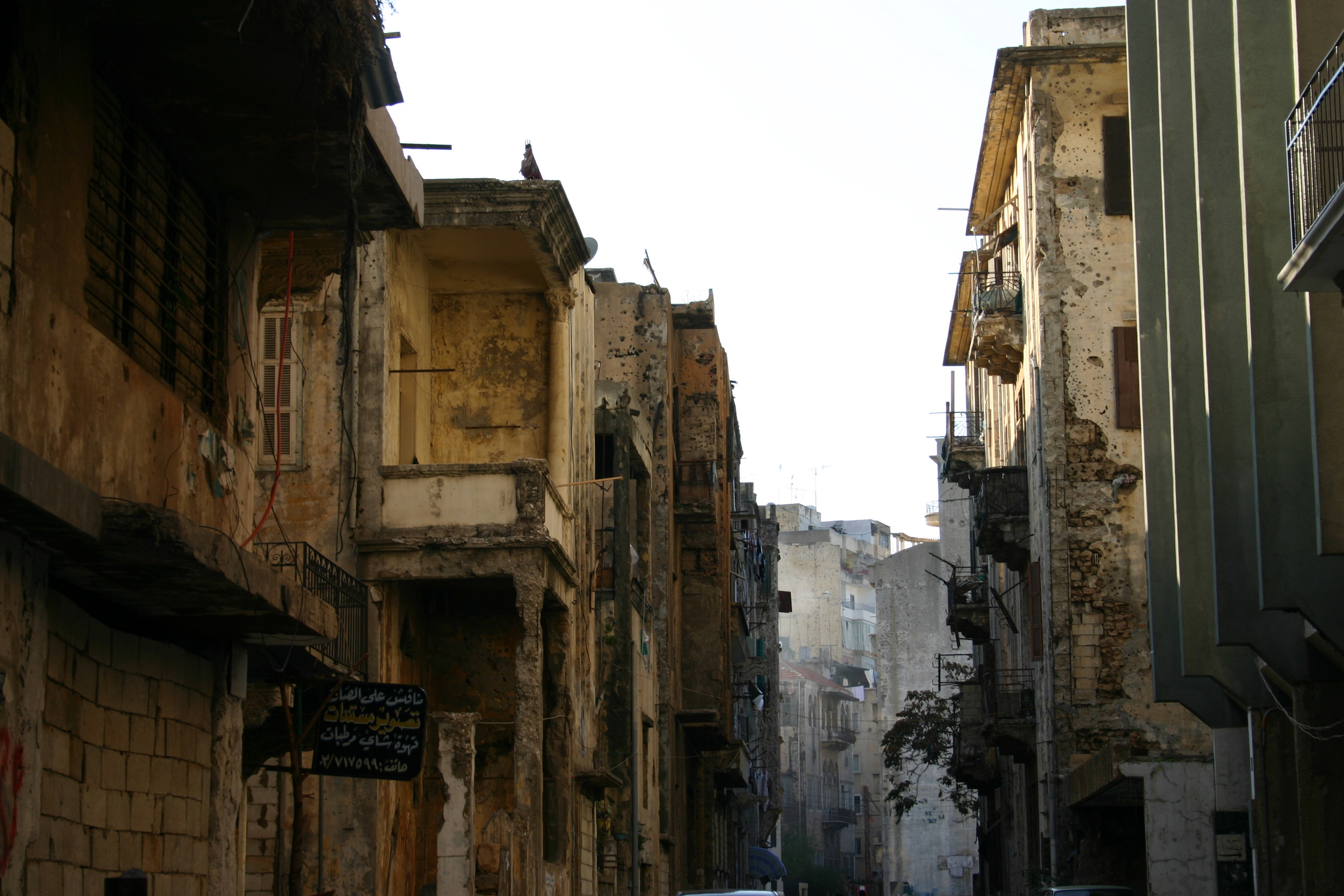
Bejrut podczas wojny domowej

Powieść dotyczy wydarzeń z okresu wojny libańskiej, a miejscem akcji jest Bejrut. Początek fabuły to okolice dnia masakry francuskich i amerykańskich żołnierzy zamordowanych w zamachach przez islamskie Dzieci Boga w dniu 23 października 1983. Koniec powieści jest jednocześnie dniem wycofania z Bejrutu włoskiego kontyngentu sił pokojowych. Autorka opisuje szczegółowo losy kilkunastu włoskich żołnierzy, zmagających się praktycznie bezskutecznie z problemem zabezpieczania porządku na terenie Bejrutu, zwłaszcza dzielnic Sabra i Szatila, zamieszkałych przez Palestyńczyków. Powieść pełna jest retrospekcji, zapoznających czytelnika z losami żołnierzy przed przyjazdem do Libanu, nawet w dzieciństwie i okresie szkolnym. Wielu z nich nie zdaje sobie sprawy, jaki los czeka na nich w Bejrucie. Postaci są fikcyjne, akcja też nie jest ściśle historyczna, ale autorka wiernie oddaje klimat wojny libańskiej. Powieść zadedykowana jest zamordowanym żołnierzom amerykańskim i francuskim, a także ludności cywilnej, masowo zmasakrowanej w tym konflikcie.
Słowo Inszallah oznacza w języku arabskim wolę Bożą i w tym kontekście dzieło może być interpretowane jako opowieść o nieuchronności losu.